# St. Michaelis (Michalice)

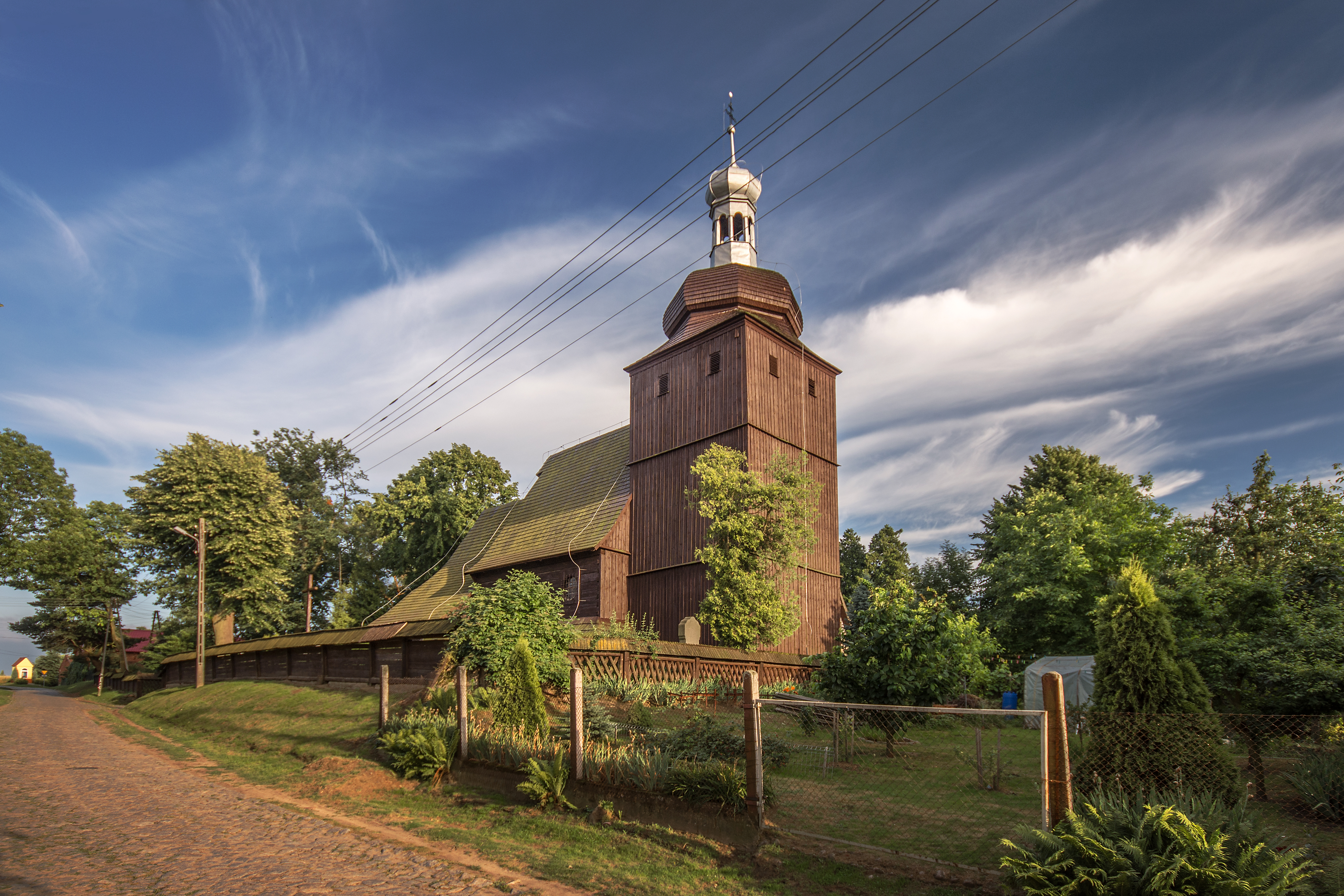
Michaeliskirche – Westfassade

Die Kirche St. Michaelis (Kościół św. Michała Archanioła) ist eine römisch-katholische Schrotholzkirche in der schlesischen Ortschaft Michalice (Michelsdorf) in der Woiwodschaft Opole. Die Kirche ist die Hauptkirche der Pfarrei St. Michael (Parafia św. Michała Archanioła) in Michalice.

## Geschichte

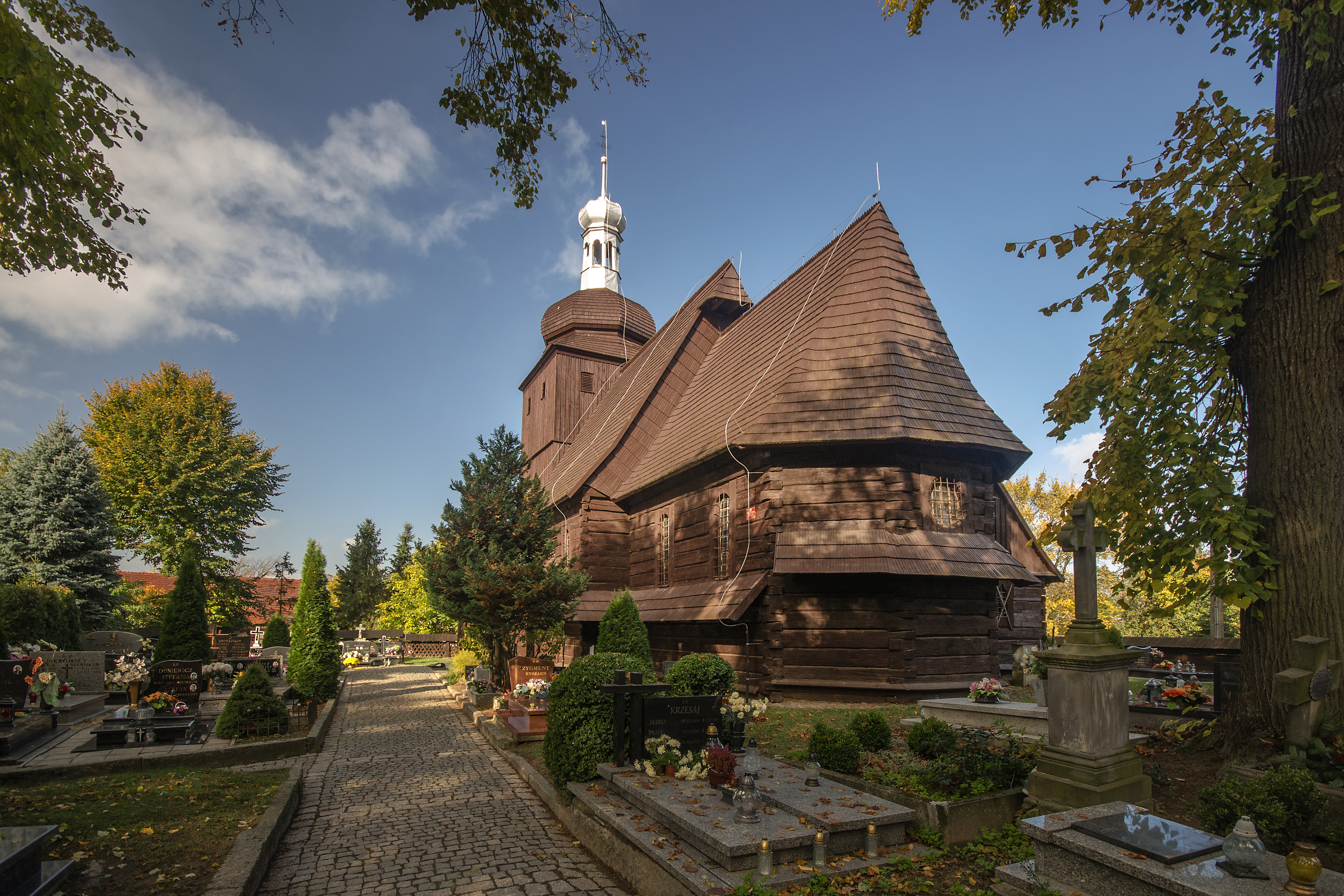
Rückansicht

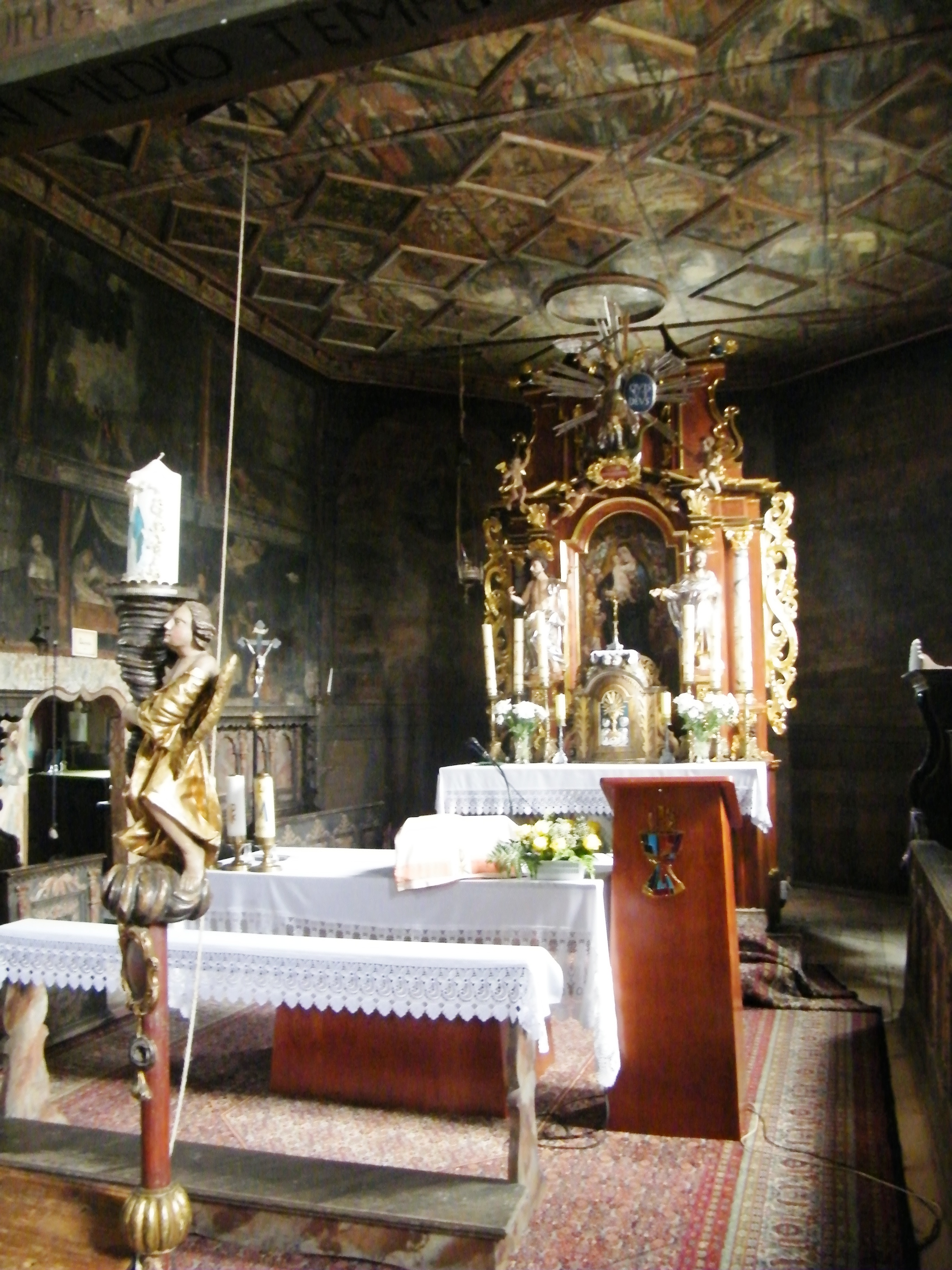
Innenansicht mit Altar und Deckenmalerei

Die Kirche wurde erstmals im Jahr 1288 erwähnt. Der heutige Bau stammt aus Jahr dem 1614 und wurde vom Zimmermann Miller errichtet. Auftraggeber für den Kirchenbau war der Pfarrer Georg Brzoska. 1668 erfolgte der Anbau einer südlichen Vorhalle sowie eine erneute Weihe des Gotteshauses. 1767 und 1914 erfolgten größere Sanierungsarbeiten am Kirchenhaus.
Die Kirche steht seit 1954 unter Denkmalschutz.

## Architektur und Ausstattung
Der Kirchenbau besitzt ein Langhaus aus Schrotholz und einen dreiseitig geschlossenen Chor. An der Westseite befindet sich der Glockenturm auf quadratischen Grundriss mit Zwiebelhelm und einer Laterne. Das Dach ist bedeckt mit Schindel. Der Kirchenbau besitzt rundbogige und dreieckig geschlossene Fenster sowie mehrere Rundfenster.
Im Innenraum befindet sich ein Triumphbalken mit einer hölzernen Kreuzigungsgruppe aus dem Jahr 1614. Das Langhaus besitzt eine Kassettendecke auf einem mittigen Unterzug. Die Flachdecke des Chores wurde mit aufwendigen Deckenmalereien versehen, welche 1624 entstanden. Die Deckenmalereien wurden 1879 übermalt und 1914 wieder freigelegt. Die Deckenmalereien besitzen aufwendig gestaltete Darstellungen von Ornamenten und Figuren, darunter zahlreichen Heiligenfiguren, wie Jesus Christus, Muttergottes, Hl. Stephan, König David und eine Darstellung der Marienkrönung. Im Chor und Langhaus befinden sich Wandmalereien aus dem Jahr 1663, welche 1937 freigelegt wurden. Der barocke Hauptaltar wurde 1668 errichtet und besitzt ein Gemälde des Erzengel Michael. Die barocken Seitenaltäre entstanden 1699, die barocke Kanzel 1716.